# Стефан Ненов
Стефан Ненов Ненов е български офицер, генерал-майор, командир на дружина от 4-ти пехотен плевенски полк по време на Балканската (1912 – 1913) и Междусъюзническата война (1913), интендант на 2-ра отделна армия през Първата световна война (1915 – 1918).

## Биография
Стефан Ненов е роден на 27 юли 1867 г. в Сливен. През 1883 г. постъпва във Военното на Негово Княжеско Височество училище, като достига до звание юнкер, дипломира се 121-ви по успех от 163 офицери, на 27 април 1887 г. е произведен в чин подпоручик и зачислен в 8-и пехотен приморски полк. На 18 май 1890 г. е произведен в чин поручик, а на 2 август 1895 г. в чин капитан. През 1900 г. е командир на рота от 20-и пехотен добруджански полк. Докато полкът квартирува в Разград, капитан Ненов става съосновател на местното културно дружество „Лес“ през 1901 г. През 1906 г. е произведен в чин майор, през 1909 г. е командир на дружина от 17-и пехотен доростолски полк. На 22 септември 1912 г. е произведен в чин подполковник
Подполковник Ненов взема участие в Балканската (1912 – 1913) и Междусъюзническата война (1913) като командир на дружина от 4-ти пехотен плевенски полк.
По време на Първата световна война (1915 – 1918) първоначално е интендант на 6-a пехотна бдинска дивизия, като на 1 октомври 1915 г. е произведен в чин полковник, след което служи като интендант на 2-ра отделна армия.
На 4 декември 1920 г. съгласно заповед № 163 по Министерството на войната е произведен в чин генерал-майор, а съгласно Царска заповед №196 на същия ден е уволнен от служба. Със заповед № 355 от 1921 г. по Министерството на войната, за отличия и заслуги през втория период на войната, като интендант на 6-a пехотна бдинска дивизия, генерал-майор Ненов е награден с Народен орден „За военна заслуга“ III степен без военно отличие.

## Военни звания
- Подпоручик (27 април 1887)
- Поручик (18 май 1890)
- Капитан (2 август 1895)
- Майор (1906)
- Подполковник (22 септември 1912)
- Полковник (1 октомври 1915)
- Генерал-майор (4 декември 1920)

## Образование
- Военно на Негово Княжеско Височество училище (1883 – 1887)

## Награди
- Военен орден „За храброст“ IV степен 2 клас
- Народен орден „За военна заслуга“ V степен на обикновена лента
- Народен орден „За военна заслуга“ III степен без военно отличие (1921)
- Орден „За заслуга“ на обикновена лента